# Macajští lidé
Tento článek hovoří o lidech se smíšeným portugalským a čínským nebo jiným asijským původem (1,2 % obyvatel Macaa).
Macajští lidé (popřípadě "Makaňané"; anglicky Macanese people; portugalsky Macaense) jsou východoasijské etnikum, které vzniklo v Macau v 16. století a skládá se z lidí převážně smíšeného kantonského a portugalského, ale také malajského, japonského, anglického, nizozemského, sinhálského a indického původu.

## Jméno
Výraz "澳門人" (ve významu "macajský člověk"; v pchin-jinu àomén rén, v jyutpingu ou3 mun4 jan4) a "土生葡人" (ve významu "rodilí Portugalci"; v pchin-jinu tǔshēng pú rén, v jyutpingu tou2 sang1 pou4 jan4) v čínštině (kantonštině), lingua franca Macaa, označuje specifickou skupinu místních obyvatel. Ačkoli se v polovině 90. let 20. století pokoušela vláda portugalského Macaa redefinovat portugalský a anglický termín "Macanese" jako Trvalý obyvatel Macaa (každý, kdo se narodil v Macau bez ohledu na etnickou příslušnost, jazyk, náboženství nebo národnost) pro použití v čínštině (kantonštině), nepodařilo se však změnu prosadit. V důsledku toho portugalský a anglický termín neodkazuje ani na původní obyvatelstvo Macaa (lidé Tanka), ani na demonymum Macaa, nýbrž na svébytnou menšinovou kulturu (tvořící 1,2 % všech obyvatel Macaa), na kterou jsou obyvatelé Macaa hrdí.

## Kultura
Moderní kulturu macajských lidí lze nejlépe popsat jako kulturu sino-latinskou. Historicky mnoho etnických "Makaňanů" hovořilo jazykem patuá. Jedná se kreolštinu založenou na portugalštině, která je ovšem v současnosti téměř vymizelá. Mnozí z etniké skupiny hovoří plynně portugalsky i kantonsky. Makaňané si zachovali i charakteristickou kuchyni.
| Přepis           | Přepis              |
| Jüe: Kantonština | Jüe: Kantonština    |
| ---------------- | ------------------- |
| Yale romanizace  | toú-saāng poùh-yàhn |

| Přepis           | Přepis                    |
| Jüe: Kantonština | Jüe: Kantonština          |
| ---------------- | ------------------------- |
| Jyutping         | tou2-saang1 ou3-mun2 jan4 |

| Přepis           | Přepis           |
| Jüe: Kantonština | Jüe: Kantonština |
| ---------------- | ---------------- |
| Jyutping         | mak6 ging2 si6   |

## Historie

### Období portugalského kolonialismu
Macao bylo založeno kolem roku 1557 portugalskými obchodníky se svolením guvernéra Kantonu a později čínského císaře. Od svého vzniku nebylo dobyto a až do útoků Holanďanů v roce 1604 nevlastnilo vojenskou posádku. Zdejší komunita fungovala jako prostředník mezi portugalskými obchodními osadníky nebo vládnoucí koloniální vládou, kteří o Číňanech věděli jen málo, a čínskou většinou (90 % obyvatel), jejíž znalosti portugalské kultury a jazyka byly na stejně nízké úrovni. Patřili mezi ně dále i Portugalci, kteří byli do Macau umístěni v rámci vojenské služby. Mnozí z nich poté v Macau zůstali i po skončení vojenské služby a oženili se s místními ženami.
Číňanky se za Portugalce provdávaly jen zřídka; zpočátku byly manželkami Portugalců v Macau hlavně Goanky, Cejlonky/Sinhálky (ze Srí Lanky), "Indočíňanky", Malajky (z Malakky) a Japonky. Portugalci využívali jako partnerky otrokyně indického, indonéského, malajského a japonského původu. Japonky si portugalští muži kupovali v Japonsku. Do Macaa proudily africké, japonské a také křesťanské korejské otrokyně, které Portugalci kupovali od Japonců poté, co je zajali během japonských invazí do Koreje (1592–1598) v Hidejošiho éře. Od roku 1555 do Macaa přicházely otrokyně timorského původu, stejně jako ženy afrického původu, z Malakky a Indie. Macao pak dostalo svolení z Portugalska přijímat příliv timorských žen. Mnohé Číňaňanů se stalo Macaňany jen tím, že konvertovali ke katolicismu a neměli žádné portugalské předky, a jelikož byli odmítnuti ostatními Číňany nevyznávajícími křesťanství, tak se asimilovaly mezi Macaňany. Většina sňatků mezi Portugalci a původními místními se uzavírala mezi portugalskými muži a ženami z kmene Tanka, který byl v Číně považován za nejnižší třídu obyvatel a udržoval vztahy s portugalskými osadníky a námořníky. Popřípadě s čínskými ženami z nižších vrstev. Muži ze Západu, jako byli Portugalci, byli odmítáni čínskými ženami z vyšších vrstev, které se nevdávali za cizince.
Zatímco domorodé Číňanky si zpočátku odmítali brát portugalské muže, ty, které pocházely z portugalských území Malakky a Indonésie (včetně Timoru) a také z Thajska, se za Portugalce provdávali. Jednalo se o potomky čínských osadníků, kteří žili již dlouho před příchodem portugalských osadníků na těchto územích. Kromě toho se během obchodování na tzv. manilských galeonách malý počet obyvatel latinské Ameriky usadil v přístavech Macao v Číně a Ternate v Indonésii, které byly druhotnými spojovacími obchodními uzly hlavní obchodní trasy mezi Manilou na Filipínách a Acapulkem v Mexiku. Ti uzavírali sňatky s portugalskými a různými asijskými osadníky. První latinskoameričtí Asiaté byli většinou Mexičané a v menší míře Kolumbijci a Peruánci, kteří se do Asie (hlavně na Filipíny) dostali v 16. století. Latinskoameričané, kteří byli na Filipíny a do Macaa posláni ze španělských kolonií v Americe, byli často tvořeni mulaty, mestici a indiány (původní obyvatelé Ameriky).
Ještě v 80. letech 20. století většina Makaňanů neabsolvovala formální čínské vzdělání, a proto uměli čínsky mluvit, ale ne číst nebo psát. Mluvenou kantonštinu většinou znali a někteří mluvili jazykem s regionálním přízvukem (鄉下話; "vesnický dialekt", "jazyk rodného města"; pchin-jin xiāngxiàhuà jyutping hoeng1 haa6-2 waa6-2) získaným převážně od svých matek nebo amah (chůva nebo služka ve východní Asii a Indii).
Vzhledem k tomu, že portugalské osídlení Macaa (od roku 1557) zahrnovalo silnou katolickou komunitu, řada Číňanů konvertovala ke katolicismu. Velký počet macajských lidí nalézá své kořeny v těchto čínských novokřesťanech. Mnozí Číňané byli asimilováni do macanské komunity, opustili svá čínská příjmení a přijali příjmení portugalská. Proto se předpokládá, že mnoho Makaňanů s příjmeními Rosario nebo Rosa bylo pravděpodobně čínského původu.
V polovině dvacátého století, kdy v Tichomoří vypukla druhá světová válka a Čínská republika se stáhla na Tchaj-wan, došlo k prudkému nárůstu macanské populace díky opětovnému spojení dvou odlišných macanských komunit: hongkongské a šanghajské. Po japonské invazi do Hongkongu v roce 1941 se makanské obyvatelstvo na útěku před okupací vydalo do Macaa jako uprchlíci. Tito Makaňané, mezi nimiž bylo mnoho kvalifikovaných dělníků a úředníků, hovořili plynně anglicky i portugalsky a přinesli do kolonie cenné obchodní a technické dovednosti. Další výraznou skupinou v rámci makanské komunity jsou 上海葡僑 (v překladu "šanghajští Portugalci žijící v zahraničí"; v pchin-jinu Shànghǎi pú qiáo, v jyutpingu soeng6 hoi2 pou4 kiu4). Jedná se o potomky portugalských osadníků ze Šanghaje, kteří v "Paříži Orientu" působili jako prostředníci mezi ostatními cizinci a Číňany. Ze Šanghaje emigrovali do Macaa v roce 1949 s příchodem komunistických sil. Mnozí z nich mluvili portugalsky málo a od Portugalska byli o několik generací vzdáleni, mluvili především anglicky a šanghajsky a/nebo standardní čínštinou. Šanghajští Makaňané si vydobyli místo tím, že v Macau vyučovali angličtinu. Pouze děti a vnuci šanghajských osadníků, kteří se narodili a vyrostli v Macau, ovládají portugalštinu.
Řada Makaňanů emigrovala během karafiátové revoluce a předání Macaa Čínské lidové republice. Většina potenciálních emigrantů směřovala do Brazílie, portugalských afrických území a Austrálie.

### Post-koloniální období
Počínaje osamostatněním ostatních portugalských kolonií po roce 1974 a urychlením návratu Macaa do Číny začala macajská komunita ztrácet své portugalské dědictví. Mnoho Portugalců, Euroasijců a Číňanů, kteří byli loajální vůči Portugalcům, po návratu k Číně odešlo. Z těch, kteří zůstali, přešlo mnoho dětí – včetně dětí čistě čínského původu – z portugalského na anglické středoškolské vzdělání, zejména proto, že mnozí rodiče si uvědomovali klesající hodnotu portugalského školství. Mnoho Makaňanů smíšeného původu od portugalských dob nikdy nemluví portugalsky a jako svůj první jazyk používají pouze kantonštinu; pokud jiní Makaňané smíšeného původu mluví portugalsky, mluví jí jako druhým jazykem, ovlivněným kantonským přízvukem. Zároveň se Makaňané čistě portugalského původu učí kantonštinu a mandarínštinu, aby byli schopni komunikovat s Číňany, kteří portugalsky nemluví. Mnozí vidí niku pro plynulé mluvčí portugalštiny, kantonštiny a mandarínštiny. Mezi rodilými mluvčími je běžné střídaní kódů mezi portugalštinou, kantonštinou a mandarínštinou. V 80. letech 20. století se macanské nebo portugalské ženy začaly vdávat za muže, kteří se označovali za Číňany.

## Spor o identitu macajských lidí
O přesném významu slova "macanský" se vedou spory. V odborných esejích je nabízen termín jakožto široké spektrum "makanských typů", od čínských křesťanských konvertitů, kteří žijí mezi Portugalci, až po potomky starých rodin portugalského původu. Všechny skupiny jsou začleněny do této historicky legitimní skupiny. Zpravidla se však nejedná o referenci pro etnické Číňany žijící a vyrůstající v Macau. Ti se často označují za Číňany nebo Číňany z Macaa. "Macanese" se používá pro ty lidi, kteří byli akulturováni prostřednictvím západního vzdělání a náboženství a jsou macajskou komunitou uznáváni jako Macané.
Základem etnické příslušnosti Makaňanů je tradičně používání portugalského jazyka v domácnosti nebo určité spojenectví s portugalskými kulturními vzory, nikoliv určení výhradně podle dědičné linie. Je naznačováno, že tohoto cíle se dosahuje "konkrétně prostřednictvím školního systému s portugalským jazykem." Často se kvůli blízkosti k Portugalcům Makaňané úzce ztotožňují s portugalskými státními příslušníky na rozdíl od Číňanů v rovnici bi-kulturní a bi-rasové. V praxi je však příslušnost k Makaňsku ponechána na tom, jak se jednotlivci sami zařadí.V polovině 90. let 20. století se macajská vláda pokoušela nově definovat Makaňana jako každého, kdo se narodil v Macau, bez ohledu na etnickou příslušnost, jazyk nebo národnost. Od opětovného připojení Macaa k Čínské lidové republice na konci roku 1999 se tradiční definice znovu formulují. Vzhledem k měnícímu se politickému klimatu v Macau někteří Makaňané začínají uznávat čínské dědictví a blíže se s ním identifikovat.
Tuto nejednoznačnost by mohlo zmírnit další jméno crioulo.

## Významné macajské osobnosti

### Umění a literatura
- José dos Santos Ferreira – básník
- Henrique de Senna Fernandes – právník/spisovatel

### Zábavní průmysl a sport
- Michelle Monique Reis – miss Hongkongu 1988, herečka
- Maria Cordero – zpěvačka a herečka
- Alexander Lee Eusebio – bývalý člen korejské popové skupiny U-KISS, nyní solo zpěvák
- Joe Junior (pravým jménem: Jose Maria Rodrigues Jr.) – zpěvák a televizní herec
- Luísa Isabella Nolasco da Silva Leong Lok-yau – herečka usazená v Hongkongu, zpěvačka a modelka
- Isabelle Eleanor Chih Ming Wong - britsko-macajská hráčka kriketu